# El Rourell
El Rourell és un municipi de la comarca de l'Alt Camp.
El 2011 tenia 386 habitants, una superfície de 2,32 km² i una densitat de població de 166,38 hab./km².

## Etimologia
El nom del Rourell és un derivat de roure, arbre que es troba dibuixat a l'escut del poble.

## Geografia
- Llista de topònims del Rourell (Orografia: muntanyes, serres, collades, indrets..; hidrografia: rius, fonts...; edificis: cases, masies, esglésies, etc).

El Rourell està situat a 114 metres d'altura sobre el nivell del mar. Situat a 10,5 km de Valls, capital de la seva comarca (Alt Camp), a 13,4 km de Tarragona, i a 113 km de Barcelona. Dins del seu terme municipal hi circulen dos rius, el Glorieta i el Francolí. El seu terme limita al sud amb Vilallonga i el Morell que formen part de la comarca del Tarragonès, al nord amb els municipis d'Alcover i la Masó, a l'est amb Vallmoll i a l'oest amb Vilallonga i Perafort. El poble és travessat per la carretera T-722 (El Morell-La Masó), esdevé la principal via de comunicació, ja que des del Morell i la Masó es pot accedir ràpidament a la carretera nacional N-240. Actualment s'està construint la A-27 que evitaria l'excessiu tràfic de vehicles, sobretot pesants pel centre dels nuclis de població del nord del Tarragonès i del sud de l'Alt Camp.

## Història
El lloc sembla que originàriament i almenys en part es trobava integrat dins l'extens terme del Codony. Fou donat entre els anys 1150 i 1158 a Berenguer de Molnells per part de Ramon Berenguer IV i de l'arquebisbe Bernat de Tort. En ingressar Berenguer de Molnells a l'orde dels templers, en feu donació i des d'aleshores el Rourell tingué un paper important dins l'organització templera. Així es formà la Comanda del Rourell, depenent de la de Barberà. El 1248 la localitat va ser venuda a Pere de Bardell. Abans de l'extinció de l'orde passà a la mitra tarragonina (en mans de Ènnec de Vallterra. El 1687 va ser venuda a Francesc de Miquel. Hi tingueren drets els Plegamans i els Baldrich, marquesos de Vallgornera, propietaris de gran part del terme. Es pot afirmar, sens dubte, que fins fa pocs anys el Rourell conservava encara aspectes significatius de l'època feudal.
Va formar part de la Vegueria de Tarragona fins al 1716. Després va passar a formar part del Corregiment de Tarragona des del 1716 fins al 1833.

## Administració

### Repartiment dels regidors i regidores
| Eleccions municipals |      |      |      |      |      |      |      |      |      |      |
| Partit               | 1979 | 1983 | 1987 | 1991 | 1995 | 1999 | 2003 | 2007 | 2011 | 2015 |
| CiU                  | -    | -    | 3    | 4    | 2    | -    | -    | 4    | 5    | 5    |
| PSC                  | -    | -    | 4    | 3    | -    | -    | 4    | 3    | 2    | 2    |
| Independents         | 7    | 7    | -    | -    | 5    | 7    | 3    | -    | -    | -    |
| Total                | 7    | 7    | 7    | 7    | 7    | 7    | 7    | 7    | 7    | 7    |

Font: MUNICAT, dades de la Generalitat de Catalunya.

### Alcaldes i alcaldesses
| Legislatura  | Nom                   | Partit polític                       |
| ------------ | --------------------- | ------------------------------------ |
| 1979-1983    |                       |                                      |
| 1983-1987    |                       |                                      |
| 1987-1991    |                       |                                      |
| 1991-1995    |                       |                                      |
| 1995–1999    |                       |                                      |
| 1999–2003    |                       |                                      |
| 2003–2007    | Vicente Palau Roca    | Partit dels Socialistes de Catalunya |
| 2007–2011    | Pedro Guerrero Martín | Convergència i Unió                  |
| 2011-2015    | Carme Basora Ventura  | Convergència i Unió                  |
| 2015–present | Carme Basora Ventura  | Convergència i Unió                  |

## Llocs d'interès
L'edifici més destacable del poble és el casal dels Marquesos de Vallgornera, l'edifici és també anomenat castell. El casal és de planta quadrangular, sense que cap paret seva toqui amb algun altre edifici. Destaquen les seves finestres coronelles (finestres altes i estretes amb una petita columna al centre entre dos arcs) i la porta adovellada. El casal té un bon estat exterior.
L'església del poble rep el nom de Sant Pere del Rourell en honor de Sant Pere, patró del municipi. El centre de culte està situat a la Plaça de l'Església en la qual hi convergeixen el Carrer Major i el Carrer Fosc. L'edifici data del segle xvii, fou construït damunt d'un altre edifici. L'església és d'estructura molt simple, nau central amb petites capelles laterals de la seva façana pobre en detalls hi destaca una petita rosada. El seu campanar de planta quadrada petita i vuitavat (amb vuit costats) esdevé l'edifici més alt del poble.

Anteriorment a la iniciació de les obres de la A-27 dins del terme municipal existia un petit bosc que conservava la típica flora i fauna mediterrània. Actualment el bosc està quasi desaparegut.

## Festes
- Festa Major d'Estiu: diumenge abans del 29 de juny, festivitat de Sant Pere.[6]
- Festa Major d'Hivern: diumenge abans del 17 de gener, festivitat de Sant Antoni.[6]
- Festa del Sagrat Cor de Jesús: un cop cada deu anys el primer divendres de setembre els carrers del poble són guarnits àmpliament, sobretot amb elements vegetals.[6]

## Dades econòmiques
El 1970 la seva renda anual mitjana per capita era de 75.016 pessetes (450,86 euros).
El 1983 el terme municipal d'El Rourell comptava amb unes 86 explotacions agràries d'entre 0 i 5 hectàrees i unes 18 d'entre 5 i 50 hectàrees.
De les 232 hectàrees del seu terme municipal unes 125 estan conreades. Degut a la seva posició entre dos rius (el Glorieta i el Francolí) hi predominen els conreus de rec, especialment els avellaners que esdevenen el cultiu principal. En els conreus de secà hi destaquen, el garrofer, l'ametller, la vinya i l'olivera. Existeixen un parell de granges de bestiari porcí i aviram.

## Demografia
| 1497 f | 1515 f | 1553 f | 1717 | 1787 | 1857 | 1877 | 1887 | 1900 | 1910 |
| ------ | ------ | ------ | ---- | ---- | ---- | ---- | ---- | ---- | ---- |
| 7      | 7      | 8      | 133  | 212  | 469  | 487  | 498  | 489  | 506  |

| 1920 | 1930 | 1940 | 1950 | 1960 | 1970 | 1981 | 1990 | 1992 | 1994 |
| ---- | ---- | ---- | ---- | ---- | ---- | ---- | ---- | ---- | ---- |
| 536  | 491  | 500  | 447  | 394  | 311  | 296  | 262  | 264  | 264  |

| 1996 | 1998 | 2000 | 2002 | 2004 | 2006 | 2008 | 2010 | 2012 | 2014 |
| ---- | ---- | ---- | ---- | ---- | ---- | ---- | ---- | ---- | ---- |
| 255  | 252  | 262  | 292  | 309  | 354  | 376  | 384  | 401  | 394  |

| 2016 | 2018 | 2020 | 2022 | 2024 | 2026 | 2028 | 2030 | 2032 | 2034 |
| ---- | ---- | ---- | ---- | ---- | ---- | ---- | ---- | ---- | ---- |
| 398  | 384  | 372  | 395  | 403  | -    | -    | -    | -    | -    |